# Matías Lazo
Matías Lazo, vollständiger Name Matías Lazo Luzardo, (* 3. März 1993 in Montevideo) ist ein uruguayischer Fußballspieler.

## Karriere
Der 1,82 Meter große Defensivakteur Lazo wechselte Anfang Juli 2012 von Defensor Sporting auf Leihbasis zum seinerzeitigen Erstligisten Central Español. In der Spielzeit 2012/13 bestritt er bei den Montevideanern fünf Partien (kein Tor) in der Primera División. Anschließend kehrte er Mitte 2013 zu Defensor zurück wurde jedoch bereits nach wenigen Wochen im August 2013 erneut weiter verliehen. Aufnehmender Verein war nunmehr der Erstligaaufsteiger Miramar Misiones, für den er in der Saison 2013/14 zehn Erstligaspiele (kein Tor) absolvierte. Nach Ablauf der Leihe führte sein Weg Ende Juni 2014 wieder zu Defensor zurück. Eine Kaderzugehörigkeit oder weitere Erstligaeinsätze sind dort allerdings nicht verzeichnet. Im September 2015 schloss er sich dem Zweitligisten Boston River an. In der Spielzeit 2015/16 wurde er dort einmal (kein Tor) eingesetzt. Anfang August 2016 wechselte er zum Club Atlético Torque.